# Chapelle Notre-Dame-des-Sept-Douleurs de Bargème
La chapelle Notre-Dame-des-Sept-Douleurs est située sur la commune de Bargème, dans le département du Var.

## Histoire
Cette chapelle est construite par les habitants de Bargème, en 1607, en expiation du massacre de 5 membres de la famille de Pontevès.
La chapelle est inscrite au titre des monuments historiques depuis le 29 février 1988.

## En savoir plus